# رصدخانه استراسبورگ
رصدخانه استراسبورگ (انگلیسی: Observatory of Strasbourg) یک رصدخانهٔ نجومی در استراسبورگ فرانسه است.

## تاریخچه
این رصدخانه در واقع سومین رصدخانهٔ استراسبورگ است: اولین رصدخانه در سال ۱۶۷۳ بر روی یکی از برج‌های اطراف شهر (اخترشناس Julius Reichelt نقش مهمی در تأسیس آن داشت) و دومی در سال ۱۸۲۸ بر روی سقف ساختمان‌های آکادمی ساخته شد.

پس از جنگ فرانسه و پروس ۱۸۷۰–۱۸۷۱، شهر استراسبورگ بخشی از امپراتوری آلمان شد. دانشگاه استراسبورگ در سال ۱۸۷۲ بازسازی شد و یک رصدخانه جدید در سال ۱۸۷۵ در منطقه Neustadt شروع به ساخت کرد. ابزار اصلی یک نسوز رپسولد ۵۰ سانتی‌متری بود که اولین نور را در سال ۱۸۸۰ دید (به رفرکتور بزرگ مراجعه کنید). در آن زمان این بزرگ‌ترین سازه در امپراتوری آلمان بود. در سال ۱۸۸۱، نهمین مجمع عمومی Astronomische Gesellschaft در استراسبورگ به مناسبت افتتاح رسمی تشکیل جلسه داد.

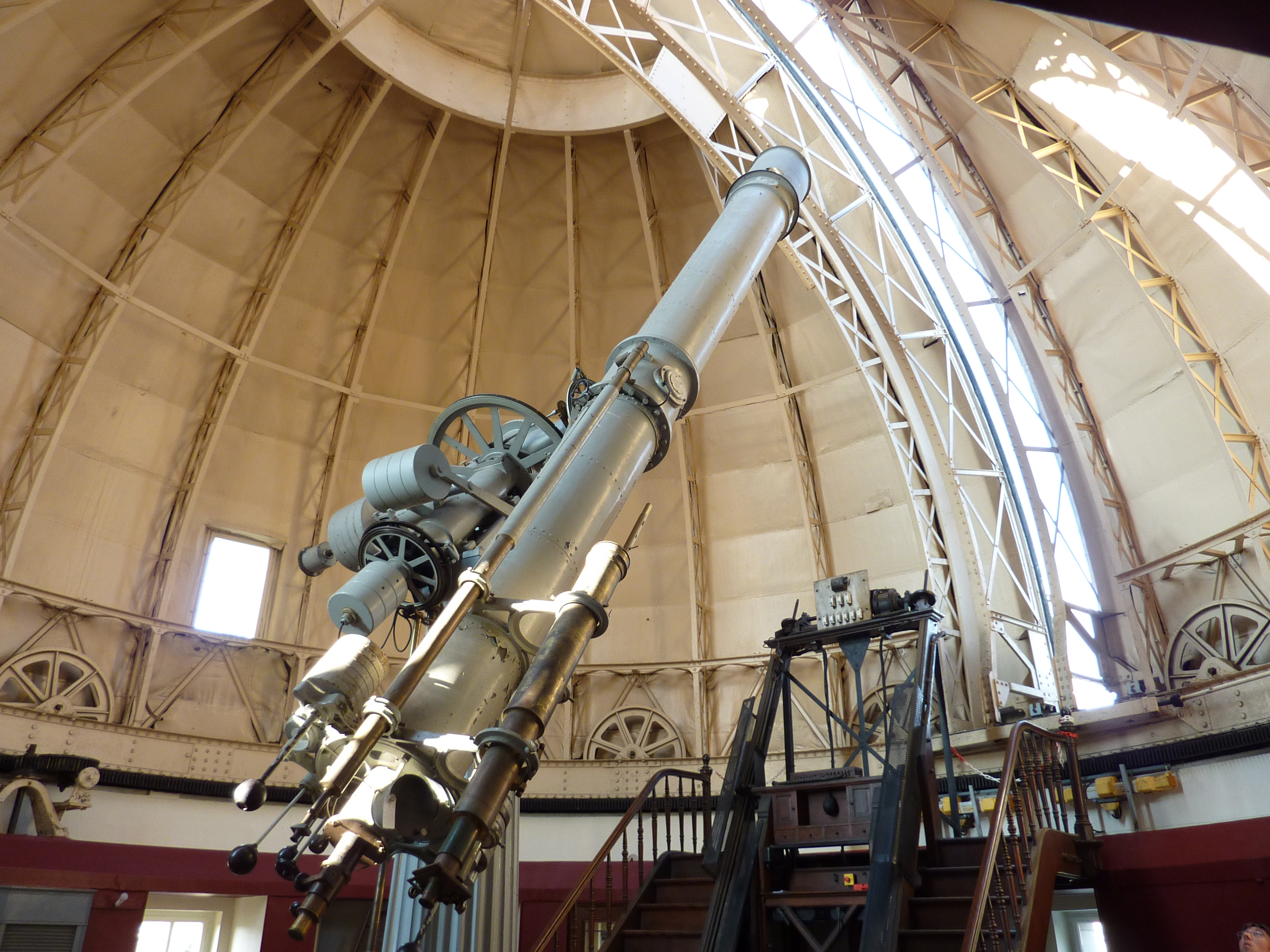
The refracting telescope inside the dome